# 0774
0774 è il prefisso telefonico del distretto di Tivoli, appartenente al compartimento di Roma.
Il distretto comprende la parte nord-orientale della Città metropolitana di Roma Capitale. Confina con i distretti di Poggio Mirteto (0765) a nord, di Avezzano (0863) a nord-est, di Frosinone (0775) a sud-est e di Roma (06) a sud e a ovest.

## Aree locali e comuni
Il distretto di Tivoli comprende 42 comuni inclusi nelle 2 aree locali di Subiaco (ex settori di Arsoli, Ciciliano e Subiaco) e Tivoli (ex settori di Palombara Sabina e Tivoli). I comuni compresi nel distretto sono: Affile, Agosta, Anticoli Corrado, Arcinazzo Romano, Arsoli, Camerata Nuova, Canterano, Casape, Castel Madama, Cerreto Laziale, Cervara di Roma, Ciciliano, Cineto Romano, Gerano, Guidonia Montecelio, Jenne, Licenza, Mandela, Marano Equo, Marcellina, Monteflavio, Montelibretti, Montorio Romano, Moricone, Nerola, Palombara Sabina, Percile, Riofreddo, Rocca Canterano, Roccagiovine, Roviano, Sambuci, San Gregorio da Sassola, San Polo dei Cavalieri, Sant'Angelo Romano, Saracinesco, Subiaco, Tivoli, Vallepietra, Vallinfreda, Vicovaro e Vivaro Romano.